# Pterognathia sica
Pterognathia sica är en djurart som tillhör fylumet käkmaskar, och som beskrevs av Wolfgang Sterrer 200. Pterognathia sica ingår i släktet Pterognathia och familjen Pterognathiidae. Inga underarter finns listade i Catalogue of Life.